# 鍋島茂昭
鍋島 茂昭（なべしま しげあき）は、江戸時代中期の武士。肥前国佐賀藩士。武雄鍋島家6代当主。25代佐賀藩自治領武雄領主。文献の中では鍋島十左衛門の名で呼ばれる事が多い。

## 生涯
宝永2年（1705年）、23代武雄領主・鍋島茂紀の子として誕生。
享保13年（1728年）、兄で24代武雄領主・茂正が死去したため家督を相続。享保19年（1734年）、馬を好み、馬の飼育にも長けていた事から御牧方頭人を命ぜられる。
延享2年（1745年）、佐賀藩6代藩主・鍋島宗教が幕府に弟・直鄰（主膳）の養子願いを出そうとした際、茂昭は宗教と共に江戸に在府しており、諫早茂行や蓮池藩4代藩主・鍋島直恒、鹿島藩4代藩主・鍋島直郷ら一族と共に、宗教を翻意させようと苦労した事が、茂昭から諫早茂行や神代茂英に宛てた手紙に記されている。
寛延元年（1748年）、宗教に失望した蓮池直恒に諫早茂行も同調し、宗教を隠居させる工作が画策された。直恒が幕府老中首座の酒井忠恭（雅楽頭）に対し、宗教が病気のため登城できないと申し出る一方、同年11月に参勤交代で江戸に出府した宗教には老中の御内意により登城を差し控えるようにと伝え、家督を宗教の弟・直鄰に継がせようとした。
茂昭はこの動きを察知し、同年8月江戸に上り、神代茂英らと共に宗教隠居の画策を阻止しようと行動した。結果、寛延2年（1749年）正月に宗教の隠居は取り止めとなり、同月中に酒井忠恭は老中を罷免され前橋から姫路へと転封となった。同年12月、諫早茂行は物成4千石（知行1万石）を没収され隠居を命じられた。また、直恒は逼塞を命じられ、茂昭に伴われて佐賀に帰国する直前の同年10月に江戸で急死している。
宝暦5年（1755年）8月に死去、同年10月、嫡子・茂明が跡を継いだ。